# Pien Dicke
Pien Dicke (* 28. August 1999 in Den Haag) ist eine niederländische Hockeyspielerin. 2021 und 2023 wurde sie Europameisterin und 2024 Olympiasiegerin.

## Sportliche Karriere
Pien Dicke spielte in der Jugend bei Haagsche Delftsche Mixed und wechselte 2019 nach Utrecht zum Stichtse Cricket en Hockey Club.
Die Angriffsspielerin wurde 2019 mit der niederländischen Juniorinnen-Auswahl Zweite bei der U21-Europameisterschaft.
Im Januar 2020 debütierte Dicke in der Nationalmannschaft. Sie bestritt 47 Länderspiele, in denen sie 20 Tore erzielte.(Stand 9. August 2024)
Bei der Europameisterschaft 2021 in Amsterdam wurde Dicke in allen Spielen eingesetzt. Die Niederländerinnen besiegten im Halbfinale die belgische Mannschaft mit 3:1. Im Finale siegten sie mit 2:0 über das deutsche Team. 2023 gewannen die Niederländerinnen bei der Europameisterschaft in Mönchengladbach alle fünf Spiele. Nach einem 7:0-Halbfinalsieg gegen die Engländerinnen bezwang die Mannschaft im Finale die Belgierinnen mit 3:1. Dicke wirkte in allen fünf Spielen mit und erzielte vier Tore. Damit war sie zwar nur drittbeste Torschützin ihrer Mannschaft, aber Yibbi Jansen und Frédérique Matla erzielten die Mehrzahl ihrer Tore aus Strafsituationen, während Dicke die meisten Feldtore gelangen.
Im August 2024 bei den Olympischen Spielen in Paris stand Pien Dicke mit einer P-Akkreditierung als Ersatzfrau bereit. Als Joosje Burg vor dem Finale ausfiel, sprang Pien Dicke ein. Die Niederländerinnen gewannen im Endspiel gegen die Chinesinnen im Shootout, nachdem es am Ende der regulären Spielzeit 1:1 gestanden hatte.